# Visby Sogn (Tønder Kommune)
Visby Sogn (deutsch Wiesby) ist ein dänisches Kirchspiel in der Kommune Tønder, Region Syddanmark. Es liegt wenige Kilometer nordwestlich der Stadt Tønder.
Visby Sogn gehörte bis 1970 zur Harde Tønder, Højer og Lø Herred in Tønder Amt, danach bis 2007 zur Bredebro Kommune in Sønderjyllands Amt.

## Gemeindegebiet
Das Gebiet umfasst eine Fläche von knapp 20 Quadratkilometer. Am 1. Januar 2023 wohnten hier 538 Menschen, davon 345 in der Ortschaft Visby selbst, wobei die Zahl seit dem 19. Jahrhundert deutlich abgenommen hat (1860: 815).
Das Kirchdorf ist der größte Ort der Gemeinde. Weitere Siedlungen sind im Norden Mollerup und im Süden Øster Gammelby. Alle drei bildeten 1867–75 selbständige Landgemeinden, wurden dann aber zu einer gemeinsamen zusammengefasst, die bis 1970 bestand.
Nachbargemeinden sind im Westen Emmerlev, im Norden Brede, im Osten Abild und im Süden Daler.

## Sehenswürdigkeiten
Trøjborg ist eine eindrucksvolle Schlossruine. Bereits im frühen 14. Jahrhundert als bischöfliches Gut erwähnt, wurde Trøjborg nach der Reformation weltlicher Adelsbesitz. In der Mitte des 19. Jahrhunderts wurde das Gut aufgegeben. Da sich weder ein Käufer fand noch sich eine Nutzung als Seminargebäude anbot und außerdem umfangreiche Renovierungsarbeiten notwendig erschienen, ließ der damalige Besitzer es ab 1851 abbrechen. Die erhaltenen Reste und der doppelte Ringgraben lassen jedoch noch immer die einstige Bedeutung erkennen.
Die Kirche von Visby ist zwar im Kern romanisch, doch ihre für die Region ganz untypische Gestalt erhielt sie durch den Umbau von 1590. Der hohe vierseitige Turm und die Ostseite des Kirchenschiffes zeigen aufwändige Volutengiebel im Stil der Renaissance.

## Verkehr
Die Straßen haben nur lokale Bedeutung. Das Hauptdorf Visby liegt an der Kreuzung der beiden bedeutendsten Straßen. Die Nord-Süd-Straße, an der auch Gammelby und Mollerup liegen, verbindet Bredebro mit Højer Sogn und Møgeltønder. Die Ost-West-Straße verbindet Visby mit Emmerlev im Westen und der A 11 (Grüne Küstenstraße) im Osten.
Östlich von Visby liegt die Eisenbahnstation der ursprünglichen Marschbahn, die Bahnstrecke Bramming–Tønder, mit direkten Verbindungen nach Tønder, Ribe und Esbjerg.